# Kurnos Drugi
Kurnos Drugi is een plaats in het Poolse district  Bełchatowski, woiwodschap Łódź. De plaats maakt deel uit van de gemeente Bełchatów en telt 360 inwoners.